# Фримен, Кэссиди
Кэссиди Фримен (англ. Cassidy Freeman, род. 22 апреля 1982, Чикаго) — американская актриса, продюсер и певица, наиболее известная по ролям Тесс Мерсер в сериале «Тайны Смолвиля» и Кэди в сериале «Лонгмайер».

## Ранние годы
Кэссиди Фриман родилась в Чикаго, Иллинойс, в семье адвокатов Глинны и Ли Фрименов. Её отец имеет еврейское происхождение, а мать — немецкие, шотландские и ирландские корни. Она была младшей из четырёх детей в семье, один её брат, Криспин Фриман, стал актёром, а второй, Кларк Фриман, — музыкантом.
Фриман закончила Латинскую школу Чикаго, а в 2005 году закончила Миддлбери-колледж, получив степень по театральному искусству и испанскому языку.

## Карьера
Фримен дебютировала в кино в 2006 году, сыграв Веронику Шарп в короткометражном фильме Razor Sharp. В 2007 году этот фильм победил в номинации Best Action Film на Comic-Con International Independent Film Festival. В 2008—2011 годах она играла роль Тесс Мерсер в сериале «Тайны Смолвиля», заменив Майкла Розенбаума, игравшего роль Лекса Лютора. В 2010 году Фримен сыграла главную роль в триллере «Дорога из жёлтого кирпича», сценаристами и режиссёрами которого были Энди Миттон, и Джесси Холланд.
В 2012 году Фримен снялась в роли Сейдж в нескольких эпизодах сериала «Дневники вампира». В 2012—2017 годах она играла одну из главных ролей Кэди Лонгмайер в сериале «Лонгмайер».
Кэссиди, её брат Кларк Фриман и Энди Миттон основали музыкальную группу The Real D’Coy, в которой Кэссиди занимает роль вокалистки и играет на пианино.

## Фильмография
| Год       |     | Русское название                    | Оригинальное название                              | Роль                      |
| --------- | --- | ----------------------------------- | -------------------------------------------------- | ------------------------- |
| 2006      | кор | —                                   | Razor Sharp                                        | Вероника Шарп             |
| 2006      | кор | —                                   | Clock                                              | н/д                       |
| 2007      | ф   | Завершая игру                       | Finishing the Game: The Search for a New Bruce Lee | Ширли                     |
| 2007      | кор | —                                   | Once Upon a Time                                   | Джилл                     |
| 2007      | тф  | Случайное Рождество                 | An Accidental Christmas                            | Кристин                   |
| 2008      | кор | —                                   | Starlet                                            | Кортни                    |
| 2008      | с   | Детектив Раш                        | Cold Case                                          | Лора Маккинни в 1991 году |
| 2008      | кор | Золотой час Остина                  | Austin Golden Hour                                 | Чарли                     |
| 2008—2011 | с   | Тайны Смолвиля                      | Smallville                                         | Тесс Мерсер               |
| 2009      | тф  | —                                   | Buzz                                               | Серена Зорн               |
| 2009      | кор | —                                   | Shades of Gray                                     | Лиза                      |
| 2009      | с   | C.S.I.: Место преступления          | CSI: Crime Scene Investigation                     | офицер Донна Грейсон      |
| 2009      | кор | —                                   | You’ve Reached the Richarde & Gribbeen             | Тереза                    |
| 2010      | ф   | Дорога из жёлтого кирпича           | YellowBrickRoad                                    | Эрин Лугер                |
| 2011      | с   | C.S.I.: Место преступления Нью-Йорк | CSI: NY                                            | Девон Харгроув            |
| 2011      | с   | Клуб «Плейбоя»                      | The Playboy Club                                   | Фрэнсис Данхилл           |
| 2012      | с   | C.S.I.: Место преступления Майами   | CSI Miami                                          | Конни Джейден             |
| 2012      | с   | Дневники вампира                    | The Vampire Diaries                                | Сейдж                     |
| 2012      | кор | —                                   | Guitar Face                                        | Хоуп                      |
| 2012—2017 | с   | Лонгмайер                           | Longmire                                           | Кэди Лонгмайер            |
| 2013      | с   | Однажды в сказке                    | Once Upon a Time                                   | Джек                      |
| 2013      | ф   | —                                   | Brahmin Bulls                                      | Элли                      |
| 2014      | кор | —                                   | One Last Look                                      | Кейт                      |
| 2014      | ф   | Не оглядывайся                      | Don’t Look Back                                    | Пейтон Лейк               |
| 2016      | с   | Морская полиция: Спецотдел          | NCIS                                               | Ева Азарова               |
| 2016      | ф   | Мы продолжаем                       | We Go On                                           | молодая Шарлотта          |
| 2016      | с   | Сшиватели                           | Stitchers                                          | Элли                      |
| 2016      | ф   | Небольшая авария                    | Fender Bender                                      | Дженнифер                 |
| 2016—2017 | с   | Морская полиция: Новый Орлеан       | NCIS: New Orleans                                  | Ева Азарова               |
| 2017      | ф   | Кортес                              | Cortez                                             | Рози                      |
| 2017      | с   | Сомнение                            | Doubt                                              | Эбби Беррис               |
| 2018      | кор | —                                   | Jesse’s Girl                                       | Джулия                    |
| 2019      | с   | Праведные Джемстоуны                | The Righteous Gemstones                            | Эмбер Джемстоун           |